# جول الهناء (بروم ميفع)
'

تعديل مصدري - تعديل

جول الهناء هي إحدى قرى عزلة ميفع بمديرية بروم ميفع التابعة لمحافظة حضرموت، بلغ تعداد سكانها 274 نسمة حسب تعداد اليمن لعام 2004.